# Österåkers landskommun, Uppland
För landskommunen med detta namn i Södermanland, se Österåkers landskommun, Södermanland.
Österåkers landskommun var en kommun i Stockholms län.

## Administrativ historik
Kommunen bildades 1863 i Österåkers socken i Åkers skeppslag i Uppland.
Vid kommunreformen 1 januari 1952 inkorporerades nästan hela Östra Ryds landskommun med 667 invånare (enligt folkräkningen den 31 december 1950) och omfattande en areal av 74,63 km², varav 71,97 km² land. Ett obebott område (Myrholmen och Pålsundsklippan) av Östra Ryds landskommun omfattande en areal av 0,01 km², varav allt land, överfördes samma datum till Vaxholms stad.
Den 1 januari 1956 överfördes från Österåkers landskommun och Östra Ryds församling till Täby köping och Täby församling ett område med 14 invånare och omfattande en areal av 2,88 km², varav 2,45 km² land.
1 januari 1967 inkorporerades Ljusterö landskommun (937 invånare) samt Roslags-Kulla församling (360 invånare) ur Roslags-Länna landskommun.
Vid kommunreformen den 1 januari 1971 ombildades landskommunen till Österåkers kommun. Österåkers kommun uppgick 1974 i Vaxholms kommun, varur denna del bröts ut 1983 för att åter bilda Österåkers kommun.

### Kyrklig tillhörighet
I kyrkligt hänseende tillhörde kommunen först Österåkers församling. 1 januari 1952 tillkom Östra Ryds församling och den 1 januari 1967 tillkom församlingarna Ljusterö och Roslags-Kulla.

## Kommunvapen
Blasonering: I blått fält en roslagsskuta av silver med svart brädgång samt vedlast av guld.
Österåkers kommunvapen fastställdes 1957 och visar en roslagsskuta.

## Geografi
Österåkers landskommun omfattade den 1 januari 1952 en areal av 217,87 km², varav 210,36 km² land. Efter nymätningar och arealberäkningar färdiga den 1 januari 1955 omfattade landskommunen den 1 januari 1961 en areal av 217,91 km², varav 211,40 km² land.

### Tätorter i kommunen 1960
| Tätort     | Folkmängd |
| ---------- | --------- |
| Åkersberga | 3 572     |
| Rydbo      | 216       |
| Resarö     | 204       |

Tätortsgraden i kommunen var den 1 november 1960 67,0 procent.

## Befolkningsutveckling
| Befolkningsutvecklingen i Österåkers landskommun 1870–1970 | Befolkningsutvecklingen i Österåkers landskommun 1870–1970 | Befolkningsutvecklingen i Österåkers landskommun 1870–1970 | Befolkningsutvecklingen i Österåkers landskommun 1870–1970 | Befolkningsutvecklingen i Österåkers landskommun 1870–1970 |
| --- | ---------------------------------------------------------- | ---------------------------------------------------------- | ---------------------------------------------------------- | ---------------------------------------------------------- |
| |                                                            |                                                            |                                                            |                                                            |
| År |                                                            |                                                            | Folkmängd                                                  |                                                            |
| 1870 | 1870                                                       |                                                            | 2 046                                                      |                                                            |
| 1880 | 1880                                                       |                                                            | 2 363                                                      |                                                            |
| 1890 | 1890                                                       |                                                            | 2 406                                                      |                                                            |
| 1900 | 1900                                                       |                                                            | 2 479                                                      |                                                            |
| 1910 | 1910                                                       |                                                            | 2 615                                                      |                                                            |
| 1920 | 1920                                                       |                                                            | 2 789                                                      |                                                            |
| 1930 | 1930                                                       |                                                            | 2 952                                                      |                                                            |
| 1935 | 1935                                                       |                                                            | 3 123                                                      |                                                            |
| 1940 | 1940                                                       |                                                            | 3 162                                                      |                                                            |
| 1945 | 1945                                                       |                                                            | 3 370                                                      |                                                            |
| 1950 | 1950                                                       |                                                            | 4 200                                                      |                                                            |
| 1955 | 1955                                                       |                                                            | 4 561                                                      |                                                            |
| 1960 | 1960                                                       |                                                            | 5 957                                                      |                                                            |
| 1965 | 1965                                                       |                                                            | 8 764                                                      |                                                            |
| 1970 | 1970                                                       |                                                            | 15 436                                                     |                                                            |
| Anm: För åren 1870-1945: befolkning enligt folkräkning 31 december enligt den administrativa indelningen den 1 januari följande år. 1950 avser befolkning enligt folkräkning den 31 december enligt den administrativa indelningen den 1 januari 1952. 1955 avser den kyrkobokförda befolkningen den 31 december enligt den administrativa indelningen den 1 januari följande år. 1960 & 1965 avser befolkning enligt folkräkning den 1 november enligt den administrativa indelningen den 1 januari följande år. 1970 avser befolkningen den 1 november 1970 i det område som landskommunen omfattade när den blev Österåkers kommun 1 januari 1971. |                                                            |                                                            |                                                            |                                                            |

## Politik

### Mandatfördelning i valen 1938-1966
|  | 13 | 2 | 2 | 4 | 3 |

| 22 |

| 15 | 2 | 4 | 4 |

| 22 |

|  | 13 | 3 | 5 | 3 |

| 23 |

| 16 | 4 | 12 | 3 |

| 31 |

| 16 | 3 | 12 | 4 |

| 29 | 6 |

| 16 | 4 | 9 | 6 |

| 28 | 7 |

|  | 15 | 3 | 10 | 6 |

| 29 | 6 |

| 2 | 14 | 5 | 10 | 9 |

| 34 | 6 |